# Cratere Hedetet
Hedetet è un cratere sulla superficie di Ganimede.